# Slammiversary XVII
Slammiversary XVII – gala wrestlingu zorganizowana przez amerykańską federację Impact Wrestling (IW), która była nadawana na żywo w systemie pay-per-view i za pośrednictwem platformy Fite.tv. Odbyła się 7 lipca 2019 w Gilley’s Dallas w Dallas. Była to piętnasta gala z cyklu Slammiversary, a zarazem trzecie pay-per-view IW w 2019. Organizacja celebrowała siedemnastą rocznicę powstania.
Karta walk składała się z ośmiu pojedynków, w tym czterech o tytuły mistrzowskie, a samo wydarzenie poprzedził pre-show match. Walką wieczoru był Intergender match, w którym Sami Callihan pokonał Tessę Blanchard. Wszyscy mistrzowie obronili tytuły mistrzowskie: The North zachowali Impact World Tag Team Championship w walce z The Latin American Xchange i The Rascalz, Rich Swann, Impact X Division Champion, zwyciężył Johnny’ego Impacta, Taya Valkyrie, Impact Knockouts Championka wygrała Fatal Four Way Monster’s Ball match przeciwko Rosemary, Su Yung i Havok, w końcu zaś Brian Cage obronił Impact World Championship po zwycięstwie nad Michaelem Elginem. Podczas gali do federacji powrócił Rhyno.
Larry Csonka, redaktor portalu internetowego 411mania.com, ocenił galę na 7,8 w 10 – punktowej skali.

## Tło
Na gali Rebellion (28 kwietnia) Impact Wrestling podał informację, że Slammiversary XVII odbędzie się 7 lipca w Dallas, natomiast 14 maja federacja zakomunikowała, że wydarzenie będzie miało miejsce w Gilley’s Dallas. W piątek, 17 maja, wszedł do sprzedaży pakiet o nazwie Titanium, oferujący fanom wiele udogodnień i atrakcji, natomiast 20 maja kibice mogli nabyć inne rodzaje biletów na wydarzenie. 
W celach promocyjnych Impact Wrestling podjął współpracę z klubem piłkarskim FC Dallas, oddziałem NFL Alumni Association w Dallas, Higher Education & Learning Professional Consulting, Inc. (HELP) i The SCORE Program.

## Rywalizacje
Slammiversary oferowało walki wrestlingu z udziałem różnych zawodników na podstawie przygotowanych wcześniej scenariuszy i rywalizacji, które były realizowane podczas cotygodniowych odcinków programu Impact!. Wrestlerzy odgrywali role pozytywnych (face) lub negatywnych bohaterów (heel), rywalizujących między sobą w seriach walk mających budować napięcie

### Monster’s Ball match
Rosemary kontynuowała spór z Su Yung, który rozgorzał z większą siłą po uśmierceniu Allie przez „The Undead Bride”. „The Demon Assassin” pokonała rywalkę 17 maja w Demon’s Collar matchu, po czym założyła jej na szyję smycz i uczyniła ją swoim więźniem. Wdała się wtedy w kolejny konflikt z Jamesem Mitchellem, który chciał odzyskać swoją podopieczną. 7 czerwca Rosemary zawalczyła z Tayą Valkyrie o Impact Knockouts Championship, jednak mecz został przerwany przez Mitchella i jego nową protegowaną Havok. Antagoniści zaatakowali obie wrestlerki i uwolnili Su Yung. Tydzień później Mitchell zapowiedział, że uczyni Havok nową mistrzynią kobiet. 21 czerwca Valkyrie nawiązała sojusz z Rosemary przeciwko nieprzyjaciołom w zamian za przyszłą walkę o Impact Knockouts Championship. Tego samego dnia mistrzyni pokonała w spotkaniu o tytuł kobiet Su Yung w wyniku dyskwalifikacji, ponieważ została zaatakowana przez Havok. Oponentki próbowały wyładować gniew na mistrzyni, ale powstrzymała je przed tym Rosemary. Wówczas Mitchell poinformował cztery Knockoutki, że na Slammiversary zmierzą się w Monster’s Ball matchu, a na szali tego spotkania znajdzie się tytuł mistrzowski. W następnym odcinku Impactu! obie drużyny rozegrały Tag Team match, który zakończył się podwójnym wyliczeniem, po czym zawodniczki rozpoczęły pomeczową bójkę. W jej trakcie antagonistki, w wyniku nieporozumienia i rosnącej między nimi niechęci, zaczęły się kłócić, dopóki nie uspokoiły ich prośby Mitchella. W odcinku Impactu!, wyemitowanym 5 lipca, „The Sinister Minister” powiedział, że obie zawodniczki powinny pogodzić się i skupić na pokonaniu Rosemary oraz zdobyciu tytułu mistrzowskiego, który obiecał Havok.

### The North vs. LAX vs. The Rascalz
7 czerwca The Latin American Xchange (Ortiz i Santana) zwyciężyli The Rascalz (Dez i Wentz) w kontrowersyjnych okolicznościach, zachowując Impact World Tag Team Championship. Trzeci członek The Rascalz, Trey, wykorzystał przypadkowe oślepienie sędziego przez Ortiza i przypiął osłabionego Santanę, dając zwycięstwo swojej drużynie. W wyniku narady sędziów wygrana została jednak przypisana dotychczasowym mistrzom, ponieważ Trey nie był legalnym zawodnikiem w tej walce. Tydzień później doszło do wymiany zdań i bójki między zespołami, po czym lider LAX, Konnan, zgodził się na walkę rewanżową na Slammiversary. W Non Title matchu, rozegranym 28 czerwca, LAX i Laredo Kid ponieśli porażkę z trzema przeciwnikami. W odcinku Impactu!, wyemitowanym 5 lipca między członkami The Rascalz odbyła się walka o możliwość reprezentowania drużyny na Slammiversary. Zwycięzcami okazali się Dez i Wentz. Tego samego dnia The North (Ethan Page i Josh Alexander) pokonali LAX na gali Bash at the Brewery w San Antonio, zostając nowymi mistrzami tag teamowymi. 

### Tessa Blanchard vs. Sami Callihan
Zwyciężywszy 7 czerwca Fallah Bahha i Scarlett Bordeaux w Tag Team matchu, członkowie oVe (Dave i Jake Cristowie), zaatakowali swoich rywali, lecz ich działania zostały powstrzymane przez interwencję Tessy Blanchard. Lider grupy, Sami Callihan, zapowiedział dokonanie zemsty na Knockoutce za jej czyn. Dwa tygodnie później Blanchard ponownie pokonała Jake’a Crista, dlatego Callihan wyzwał ją do walki na Slammiversary; wrestlerka zgodziła się na tę propozycję. Rywalizacja przeniosła się poza Impact Wrestling, gdy antagonista napadł na zawodniczkę po jej meczu ze Scorpio Skyem na gali Big Top Revival federacji WrestleCircus (23 czerwca). Po zwycięskim meczu z Fallah Bahhem, który odbył się 28 czerwca, Callihan wezwał swoją przeciwniczkę, rozpoczął rozmowę, a chwilę później we współpracy z braćmi Cristami brutalnie ją zaatakował przy użyciu kija baseballowego, na koniec zaś wykonał jej pildriver. Tydzień później Tessa Blanchard wtargnęła na przyjęcie rywala z okazji zwycięstwa, atakując go oraz braci Cristów. Wywiązała się bójka, którą wygrała Knockoutka po zadaniu ciosu Callihanowi własnym kijem baseballowym.

### Moose vs. Rob Van Dam
10 maja Ethan Page przegrał starcie z Robem Van Damem, natomiast jego sojusznicy, Moose i Josh Alexander, ulegli tego samego dnia The Latin American Xchange w walce o Impact World Tag Team Championship. Obie przegrane skłoniły młodych wrestlerów do uporania się najpierw z RVD, a w dalszej kolejności na skupieniu się na rywalizacji o tytuły drużynowe. 24 maja trzej zawodniczy zaatakowali Tommy’ego Dreamera i RVD, lecz ich działania pokrzyżował Sabu. Tydzień później byli zawodnicy ECW zwyciężyli przeciwników w Six Man Tag Team matchu. Ponosząc kolejną porażkę, były futbolista zdecydował się zerwać współpracę z Pagem i Alexandrem, i samodzielnie zakończyć konflikt z przeciwnikiem. 7 czerwca Moose wyzwał Van Dama na mecz na Slammiversary, uzyskując niebawem pozytywną odpowiedź „Whole F’N show”. W następnym odcinku Impactu! The North wygrali z oponentami dzięki wyłączeniu z rywalizacji RVD przez Moose’a, któremu po meczu udało się uciec przed trzema starszymi zawodnikami. 21 czerwca „Mr. Impact Wrestling” triumfował nad Tommym Dreamerem, po czym zaatakował rywala, ale po chwili opuścił ring z uwagi na przybycie RVD. Po raz kolejny Moose napadł na Dreamera podczas jednej z gal federacji House of Hardcore, obwiniając za zaistniałą sytuację RVD.

### Eddie Edwards vs. Killer Kross
3 maja Eddie Edwards przegrał pojedynek z Fénixem, po tym jak Killer Kross rozproszył jego uwagę, kradnąc mu kij do kendo. Przedmiot ten, imieniem Kenny, został podarowany Edwardsowi przez Tommy’ego Dreamera na Slammiversary XVI i towarzyszył mu przez ten czas w trudnych chwilach. Dwa tygodnie później Kross pokonał rywala, po czym przywiązał go do jednej z lin i na jego oczach złamał kij. W Street Fight matchu, rozegranym 31 maja, Edwards wygrał z Krossem dzięki pomocy Sandmana. Były zawodnik ECW podarował mu bliźniaczą wersję starego Kenny’ego. 14 czerwca antagonista odniósł szybkie zwycięstwo nad Sandmanem, następnie chciał go udusić, jednak musiał salwować się ucieczką po przybyciu Edwardsa. Tydzień później były członek The Wolves poniósł porażkę z Madmanem Fultonem, gdy ujrzał na głównym telebimie Krossa podtapiającego osobę podobną do Sandmana w nieokreślonym miejscu. Ruszył na poszukiwanie swojego sojusznika, zostając zaatakowanym z zaskoczenia przez przeciwnika. W ataku szału ugryzł Krossa w twarz.

### Otwarte wyzwanie TJP
W ostatnim odcinku Impactu! przed Slammiversary została podana informacja, że podczas gali TJP przyjmie wyzwanie zawodnika z dywizji X. Zawodnik powrócił do Impact Wrestling w czerwcu, dwukrotnie zwyciężając Ace’a Austina. 

## Odbiór gali

### Widownia
Według informacji przekazanych przez portal Pwinsider.com około 700 fanów kupiło bilety na Slammiversary z wyprzedzeniem, natomiast ogółem na widowni zasiadło około 1000 widzów.

### Noty krytyków
Slammiversary XVII otrzymało pozytywne oceny od krytyków i fanów.
Jeden z redaktorów portalu internetowego Świat Impact Wrestling! przyznał gali 3¾ gwiazdki w 5–gwiazdkowej skali. Najwyższą notę (4½ gwiazdki) przyznał meczowi o Impact World Championship: „Liczyłem na to, że zobaczę brutalną wojnę i się nie zawiodłem. Wspaniała walka dwóch byków, których zadaniem było zamordować swojego rywala. Cały czas coś się działo, obyło się bez błędów, a panowie dorzucili do starcia masę interesujących kombinacji. Cage w końcu wyglądał jak wielka gwiazda, bo na dwóch ostatnich PPV miał strasznego pecha. A Elgin genialnie zagrał swoją rolę – jest to heel z krwi i kości”. Docenił również starcie Richa Swanna z Johnnym Impactem (4 gwiazdki), walkę wieczoru, Fatal Four Way Monster’s Ball match, First Blood match (po 3½ gwiazdki), Fatal Four Way match (3¼ gwiazdki) oraz spotkanie o Impact World Tag Team Championship (3 gwiazdki). Szczególne uznanie zyskała w jego oczach Tessa Blanchard, która „mimo porażki lśni niczym diament – tej postaci nie da się już zniszczyć”. 
Larry Csonka, redaktor portalu 411mania.com, za najlepszą walkę gali uznał pojedynek Briana Cage’a z Michaelem Elginem (4¼ gwiazdki), pisząc że był to najlepszy mecz w Impact Wrestling w 2019, dostarczający niesamowitych emocji i frajdy publiczności. Pochwały z jego strony zebrał niemal wszystkie walki: Richa Swanna z Johnnym Impactem (4 gwiazdki), walka wieczoru, Monster’s Ball match, First Blood match (po 3½ gwiazdki), Fatal Four Way match (3¼ gwiazdki) oraz spotkanie o Impact World Tag Team Championship (3 gwiazdki). Według Csonki najsłabiej wypadła walka Moose’a z RVD (2½ gwiazdki): „mecz był solidny i lepszy niż się spodziewałem, lecz trwał zbyt długo dla RVD, który nadal poruszał się w zwolnionym tempie. Moose zaprezentował się bardzo dobrze na szczęście odniósł zwycięstwo”. W skali dziesięciopunktowej Slammiversary XVII otrzymało od niego 7,8 punktu. 
Jason Powell z Prowrestling.net pochwalił galę. Jego zdaniem „to było bardzo dobre pay-per-view. Impact nadal jest najlepszy, gdy koncentruje się na bardziej tradycyjnym podejściu do wrestlingu. Tracą mnie, gdy skręcają w The Undead Realm, smoke circles itp. Jednak ta gala był dobry przykład tego, jak rozrywkowy jest produkt federacji, kiedy wykorzystuje proste środki”.
Średnia ocen wszystkich walk, jakie zostały przyznane przez Wrestling Observer Newsletter Dave′a Meltzera, wyniosła 3,25. Najlepsze noty przypadły meczom Briana Cage’a z Michaelem Elginem, Tessy Blanchard z Samim Callihanem (po 4¼ gwiazdki) oraz Richa Swanna z Johnnym Impactem (4 gwiazdki). Według newslettera nieco słabiej wypadły Monster’s Ball match (3¼ gwiazdki), walka zawodników Dywizji X (3 gwiazdki), spotkanie Eddiego Edwardsa z Killerem Krossem (2¾ gwiazdki) i pojedynek o Impact World Tag Team Championship (2½ gwiazdki). Najsłabszym pojedynkiem gali była walka Moose’a z RVD.

## Wyniki walk
Zestawienie zostało opracowane na podstawie źródła:
| Nr                                                                   | Wyniki | Stypulacje                                                          | Czas  |
| -------------------------------------------------------------------- | --- | ------------------------------------------------------------------- | ----- |
| 1P                                                                   | Jordynne Grace pokonała Kierę Hogan i Madison Rayne                                                                           | Three Way match                                                     | b.d   |
| 2                                                                    | Willie Mack pokonał TJP, Jake’a Crista i Treya                                                                                | Fatal Four Way match                                                | 9:45  |
| 3                                                                    | The North (Ethan Page i Josh Alexander) (c) pokonali The Latin American Xchange (Ortiz i Santana) i The Rascalz (Dez i Wentz) | Three Way Tag Team match o Impact World Tag Team Championship       | 7:30  |
| 4                                                                    | Eddie Edwards pokonał Killera Krossa                                                                                          | First Blood match                                                   | 11:45 |
| 5                                                                    | Moose pokonał Roba Van Dama                                                                                                   | Singles match                                                       | 13:55 |
| 6                                                                    | Taya Valkyrie (c) pokonała Rosemary, Su Yung i Havok                                                                          | Fatal Four Way Monster’s Ball match o Impact Knockouts Championship | 11:55 |
| 7                                                                    | Rich Swann (c) pokonał Johnny’ego Impacta                                                                                     | Singles match o Impact X Division Championship                      | 15:10 |
| 8                                                                    | Brian Cage (c) pokonał Michael Elgin                                                                                          | Singles match o Impact World Championship                           | 14:30 |
| 9                                                                    | Sami Callihan pokonał Tessę Blanchard                                                                                         | Intergender match                                                   | 15:00 |
| (c) – mistrz/mistrzyni przed walkąP – walka miała miejsce w pre-show | |                                                                     |       |